# Tetramerium emilyanum
Tetramerium emilyanum är en akantusväxtart som beskrevs av T.F. Daniel. Tetramerium emilyanum ingår i släktet Tetramerium och familjen akantusväxter. Inga underarter finns listade i Catalogue of Life.